# Kansakoncernen
Kansakoncernen var en finländsk försäkringskoncern med anknytning till arbetarrörelsen. 
Den omfattade ett skadeförsäkringsbolag (grundat 1919), ett livförsäkringsbolag (grundat 1923) och ett pensionsförsäkringsbolag (grundat 1936). De tre bolagen ombildades 1979 från ömsesidiga försäkringsbolag till aktiebolag. Liv- och pensionsförsäkringsbolagen gick i konkurs 1994, medan skadeförsäkringsbolaget övertogs av Sampo och fusionerades 1995.